# Boronia
Boronia är ett släkte av vinruteväxter. Boronia ingår i familjen vinruteväxter.

## Dottertaxa tillBoronia, i alfabetisk ordning[1]
- Boronia acanthoclada
- Boronia adamsiana
- Boronia alata
- Boronia albiflora
- Boronia algida
- Boronia alulata
- Boronia amabilis
- Boronia amplectens
- Boronia anceps
- Boronia anemonifolia
- Boronia anethifolia
- Boronia angustisepala
- Boronia anomala
- Boronia baeckeacea
- Boronia barkeriana
- Boronia barrettiorum
- Boronia beeronensis
- Boronia bella
- Boronia bipinnata
- Boronia boliviensis
- Boronia bowmanii
- Boronia busselliana
- Boronia capitata
- Boronia chartacea
- Boronia citrata
- Boronia citriodora
- Boronia clavata
- Boronia coerulescens
- Boronia coriacea
- Boronia corynophylla
- Boronia crassifolia
- Boronia crassipes
- Boronia crenulata
- Boronia cymosa
- Boronia deanei
- Boronia decumbens
- Boronia defoliata
- Boronia denticulata
- Boronia dichotoma
- Boronia duiganiae
- Boronia edwardsii
- Boronia elisabethiae
- Boronia eriantha
- Boronia ericifolia
- Boronia excelsa
- Boronia exilis
- Boronia fabianoides
- Boronia falcifolia
- Boronia fastigiata
- Boronia filicifolia
- Boronia filifolia
- Boronia floribunda
- Boronia foetida
- Boronia forsteri
- Boronia fraseri
- Boronia galbraithiae
- Boronia glabra
- Boronia gracilipes
- Boronia grandisepala
- Boronia granitica
- Boronia grimshawii
- Boronia gunnii
- Boronia hapalophylla
- Boronia hemichiton
- Boronia heterophylla
- Boronia hippopala
- Boronia hoipolloi
- Boronia humifusa
- Boronia imlayensis
- Boronia inconspicua
- Boronia inflexa
- Boronia inornata
- Boronia jensziae
- Boronia jucunda
- Boronia juncea
- Boronia kalumburuensis
- Boronia keysii
- Boronia lanceolata
- Boronia lanuginosa
- Boronia latipinna
- Boronia laxa
- Boronia ledifolia
- Boronia megastigma
- Boronia microphylla
- Boronia minutipinna
- Boronia mollis
- Boronia molloyae
- Boronia montimulliganensis
- Boronia muelleri
- Boronia nana
- Boronia nematophylla
- Boronia obovata
- Boronia occidentalis
- Boronia octandra
- Boronia odorata
- Boronia ovata
- Boronia oxyantha
- Boronia palasepala
- Boronia parviflora
- Boronia pauciflora
- Boronia penicillata
- Boronia pilosa
- Boronia pinnata
- Boronia polygalifolia
- Boronia prolixa
- Boronia pulchella
- Boronia purdieana
- Boronia quadrilata
- Boronia quinkanensis
- Boronia ramosa
- Boronia repanda
- Boronia revoluta
- Boronia rhomboidea
- Boronia rigens
- Boronia rivularis
- Boronia rosmarinifolia
- Boronia rozefeldsii
- Boronia rubiginosa
- Boronia rupicola
- Boronia ruppii
- Boronia safrolifera
- Boronia scabra
- Boronia serrulata
- Boronia spathulata
- Boronia splendida
- Boronia squamipetala
- Boronia stricta
- Boronia suberosa
- Boronia subsessilis
- Boronia subulifolia
- Boronia tenuior
- Boronia tenuis
- Boronia ternata
- Boronia tetragona
- Boronia tetrandra
- Boronia thujona
- Boronia tolerans
- Boronia umbellata
- Boronia warangensis
- Boronia warrumbunglensis
- Boronia verecunda
- Boronia verticillata
- Boronia westringioides
- Boronia wilsonii
- Boronia virgata
- Boronia viridiflora
- Boronia xanthastrum
- Boronia yarrowmerensis
- Boronia zeteticorum